# Lluís Mijoler
Lluís Mijoler Martínez (El Prat de Llobregat, 14 de diciembre de 1969) es un abogado y político español, alcalde de el Prat de Llobregat entre 2019 hasta 2025 que fue sucedido por Alba Bou. Desde 2024, es diputado en el Parlamento de Cataluña por Comuns Sumar.

## Biografía
Nació el 14 de diciembre de 1969 en El Prat de Llobregat, se licenció en Derecho por la Universidad de Barcelona y tiene un máster en Derecho y Práctica Jurídica por la Universidad de Barcelona. Ejerció como abogado entre 1997 y 2018, primero al Bufete Pintó Sala de Barcelona (1997-2010) y luego por cuenta propia en el Prat (2010-2018). En 2006 fue nombrado Juez sustituto en la provincia de Barcelona. También fue titular de la delegación de seguros Mapfre de El Prat entre 2010 y 2016. Anteriormente fue laborando y administrativo a Construlab, S.A. El Prat de Llobregat (1988-1992) y administrativo y comercial en el Banco de Sabadell en la zona del Bajo Llobregat (1992-1998).

## Vida política
Fue elegido concejal por primera vez a las elecciones municipales del 24 de mayo de 2015, yendo en el undécimo lugar de la lista de Iniciativa per Catalunya Verds - Esquerra Unida i Alternativa. En un primer momento no asumió ninguna cartera de gobierno, pero en julio de 2016 asumió la nueva concejalía de Economía, Buen Gobierno y Transparencia, sin retribución económica. En julio de 2018, coincidiendo con la reestructuración de concejalías para la salida de Sergi Alegre del Ayuntamiento, asume también Promoción de la Ciudad y Agricultura, en manos de Alegre, y Participación, anteriormente de David Vicioso. 
El 12 de febrero de 2018 fue elegido como candidato de Iniciativa per Catalunya Verds (ICV) a la alcaldía, pendiente de las coaliciones electorales que pudieran hacerse con otras formaciones políticas, y a finales de septiembre de 2018 fue ratificado como cabeza de lista de la coalición El Prat en Comú-En Comú (EPC-EC) por los militantes de las secciones locales de ICV, EUiA y Podemos, formaciones que debían integrar la coalición, aunque en enero de 2019 la asamblea de Podemos del Prat decidió que se presentarían solos a las elecciones municipales.
Anunció que renunciaría a la alcaldía el 20 de diciembre de 2024, debido a que Catalunya en Comú únicamente permite ocupar un cargo institucional. Al ser Mijoler tanto alcalde como diputado del Parlamento, esto resultaba incompatible. Finalmente, decidió permanecer como diputado y transfirió el cargo de alcalde a Alba Bou el 16 de enero de 2025.